# 西西里防禦
西西里防禦是國際象棋的開局方式之一，它得名于第一个发表这种走法的人的出生地：意大利的兩西西里（拿坡里王國）。
这种开局于19世纪使用的人很少，目前则已经成为对付王兵开局（1.e4）的有力防禦。經統計，這一步棋大幅提升王兵開局中的黑棋勝率。
西西里防禦要求对弈双方須對国际象棋之走法有一定的熟悉，以及戰略上的經驗及思路。在走此种开局时，双方需要思緒縝密，连在哪一边“入堡”也要想清楚。有时仅是走子顺序的颠倒，都有可能导致局面的恶化，甚至输棋。在某些西西里防御的变着中，常会拖至第25回合才结束开局。
西西里防禦中，黑方直接在中心区域发起战斗。典型的情况是：白方由于先行而在王翼占有主动权，黑方则在后翼发起反攻，特别是当黑方的c-兵与白方的d-兵兑换后。
常见的西西里防禦的变着是，当白方續走2.Nf3时，黑方一般有3种回应：
- 2...d6: 常见的有纳依道夫变着 [B90-B99], 龍式變著[B70-B79].
- 2...e6: 常见的有舍文宁根变着 [B80-B85], 泰马诺夫变着[B45-B49], 和卡恩变着（Kan Variation）[B41-B43].
- 2...Nc6: 常见的有古典西西里变着[B58-B69].

以下是西西里防禦的常见变着的简介。

## 纳依道夫变着
[B90-B99]
纳依道夫变着得名于特级大师米格尔·纳依道夫。纳依道夫变着因为较新，因此是当前热门的西西里防禦的变着。
著名的特级大师鮑比·菲舍爾和卡斯帕罗夫以善走纳依道夫变着著称于世。
纳依道夫变着中,黑方的计划是以...b5在后翼进攻，然后挺兵至b4。这样白方位于c3的马就要移动，白方的e4兵可能会失去保护。
黑方以a6兵保护b5格，目的为了抵御白方的双象。
纳依道夫变着中,双方往往向相反的方向易位。通常白方在后翼易位，而黑方走王翼易位。
白方在第6回合有许多选择可以走：如6.Bg5、6.Be2和6.Be3。鮑比·菲舍爾偏好走6.Bf4、6.f3、6.f4和6.g3，他偶尔也走6.h3甚至6.Rg1，以准备走7.g4。
双方搏斗最激烈的当属6.Bg5这种变着。
6.Bc4则是索津变着（Sozin Variation） [B57]。
其他的第6回合的变化中，如果黑方走了...e6，则可以转变成舍文宁根变着[B80-B85]。这时局势和缓，双方可以乘机王车易位。
1.e4 c5
2.Nf3 d6
3.d4 cxd4
4.Nxd4 Nf6
5.Nc3 a6

## 2...e6变着

### 舍文宁根变着(Scheveningen Variation)
[B80-B85]
舍文宁根变着深受当代国际大师的喜爱，特别是执黑棋时。
通常，舍文宁根变着可由纳依道夫变着(Najdorf Variation) (1.e4 c5 2.Nf3 d6 3.d4 cxd4 
4.Nxd4 Nf6 5.Nc3 a6 6.Be2 e6)，或者古典西西里变着（Classical Sicilian Variations）(1.e4 c5 2.Nf3 Nc6 3.d4 cxd4 4.Nxd4 Nf6
5.Nc3 d6 6.Be2 a6)转化而来。
黑方走舍文宁根变着时，是挺进...d6和...e6的组合。因此可知e6是白方攻击黑方的目标。
不像纳依道夫变着和古典西西里变着那样在后翼发生激烈的战斗，舍文宁根变着相对地比较和缓和平稳。黑方走..b6、...Bb7、...Qc7和...Be7，以及在王翼易位，以建立防线。
舍文宁根变着的残局通常对黑方有利。
1.e4 c5
2.Nf3 e6
3.d4 cxd4
4.Nxd4 Nf6
5.Nc3 d6

### 泰马诺夫变着（Taimanov Variation）
[B45-B49]
泰马诺夫变着的基本计划是：消灭从d4出发的活跃的白方子力。这个目的是以在中心区域兑马来达到。如果白方拒绝兑马，那么黑方的王翼马，或是作为防禦之用（Nge7-c8，然后Ne7-g6-f8），或是作为进攻之用（Nge7-c6-a5-c4，或Nge7-g6-e5）。
黑马位于e7还有一个作用：防止白兵走d4-d5的进犯。这是大多数西西里防禦的变着中黑方的一个弱点：当黑马走到f6时，不但不能抵抗上述d-兵的进攻，反而会被其逼迫。有一个泰马诺夫变着的变化，是让f6作为黑方王翼象的通道（Bf8-e7-f6)。
泰马诺夫变着的缺点，一是违反西西里防御在王翼布局的常规，打破出子的協調性；二是泰马诺夫变着实质上放弃对白方e4兵的压力，有违西西里防禦在中心反攻的初衷。
尽管如此，得失相比，泰马诺夫变着的得大于失，故受到国际大师们的喜欢。
1.e4 c5
2.Nf3 e6
3.d4 cxd4
4.Nxd4 Nc6
5.Nc3

### 卡恩变着（Kan Variation）
[B41-B43]

卡恩变着又名卡恩-西西里（Kan Sicilian），曾流行于1950和1960年代。现在退出流行的原因，是特级大师们可以用其他步骤达到相同的目的。
像其他西西里变着一样，卡恩变着在安全的前提下走...d5而不走...d6。走到c7的黑后和走到d6的黑象，可以对抗白方的h2格。由于走卡恩变着是双方都在王翼易位，以上的黑后和黑象对白王的威胁很大。黑方可走...h5和...Ng4来发起进攻。
最初卡恩变着引起特级大师们的兴趣，是由于
白方可以走出5.c4而变为（Maroczy Bind），以对付黑方的...d5。但是后来发现，黑方可以走5...Nf6 6.Nc3 Nc6或者6...Bb4来反制白方。
卡恩变着很容易地就能转化为纳依道夫变着 （Najdorf）或者舍文宁根变着（Scheveningen）。
1.e4 c5
2.Nf3 e6
3.d4 cxd4
4.Nxd4 a6

## 龙式变着(Dragon Variation)
[B70-B79]
龙式变着名称的由来据说有2个。一是黑方5个兵d6-e7-f7-g6-h7 排列的形状像一条龙的缘故;二是双方反向易位后，龙式变着往往引起中局的激烈搏杀。
龙式变着中，黑方可在g7出象影响整条主斜线a1-h8。黑车走到c8，可对整条c-列产生压力。位于f6的黑马监视着e4。黑王被保护在王翼。龙式变着的整个形势似乎对黑方非常有利。
其实不然。例如，在龙式变着的主要变着南斯拉夫进攻（Yugoslav Attack）中，白方把白王移到后翼后，就可以放手在h-列和g-列以“兵涛”（pawn storm）发动激烈的攻势。
由于龙式变着已被研究到了第25-30回合，1990年代以后，龙式变着已渐渐地不常被特级大师们采用了。
1.e4 c5
2.Nf3 d6
3.d4 cxd4
4.Nxd4 Nf6
5.Nc3 g6

### 南斯拉夫进攻（Yugoslav Attack）
[B75-B79]
1.e4 c5
2.Nf3 d6
3.d4 cxd4
4.Nxd4 Nf6
5.Nc3 g6
6.Be3 Bg7
7.f3

### 古典龙式变着（Classical Dragon）
[B73-B74]
1.e4 c5
2.Nf3 d6
3.d4 cxd4
4.Nxd4 Nf6
5.Nc3 g6
6.Be3 Bg7
7.Be2 Nc6
8.O-O

### 加速龙式变着(Accelerated Dragon)
[B34-B39]
加速龙式变着是俗称。正式名称是加速侧翼象( Accelerated Fianchetto)。
加速龙式变着中，黑方不走2...d6，而改走2...Nc6，再走王翼象到g7，然后走...Nf6。这样可以省去把d-兵走到d5那步的时间。“加速龙式变着”也由此得名。
加速龙式变着的缺点是：黑方减少了对e4的压力，可以使白方走出可怕的5.c4（Maroczy Bind）。
尽管如此，加速龙式变着仍然因为它的走法简单而受到人们的喜爱。
1.e4 c5
2.Nf3 Nc6
3.d4 cxd4
4.Nxd4 g6

## 古典西西里变着（Classical Sicilian Variations）
[B58-B69]
顾名思义，古典西西里变着就是西西里防御中最古老的变着。它通常转变为其他变着。
1.e4 c5
2.Nf3 Nc6
3.d4 cxd4
4.Nxd4 Nf6
5.Nc3 d6
可以看出，古典西西里变着的主要争斗就在中心区域发生。根据白方第6步的走法，主要有2种变化：
6.Bc4：导致索津变着 (Sozin Variantion) [B57]。
如果黑方走6...e6，转化为舍文宁根变着 (Scheveningen Variation) 。
如果黑方走6...e5，转化为布列斯拉夫斯基变着 (Boleslavsky variation) [B59]。
6.Bg5：导致里赫特尔-劳泽尔变着（Richter-Rauzer variation） [B60-B69]。

### 里赫特尔-劳泽尔变着（Richter-Rauzer variation）
[B60-B69]
1.e4 c5
2.Nf3 Nc6
3.d4 cxd4
4.Nxd4 Nf6
5.Nc3 d6
6.Bg5

双方都把自己的双马走到最有利的位置。白方会算好时机走Bxf6兑换黑马以进攻黑方的王翼，而黑方常回应较弱的...gxf6。不过中心区域的黑兵较多。
黑方通常会在白方走了6.Bg5后，应以6...e6；并在白方走7.Qd2后，走7...a6或7...Be7。
白方一般进行后翼易位，而黑方则在王翼易位。

### 西西里防禦：涅日梅季諾夫-羅索里莫進攻  (Nyezhmetdinov-Rossolimo Attack)
1.e4 c5 2.Nf3 Nc6 3.Bb5

## 参阅
- 半开放性开局